# Christophe Bay
Christophe Bay (ur. 6 września 1962 w Vincennes) – francuski polityk i urzędnik, poseł do Parlamentu Europejskiego X kadencji.

## Życiorys
Uzyskał magisterium z prawa publicznego i prawa gospodarczego. Ukończył studia w Instytucie Nauk Politycznych w Paryżu. Działał w prawicowej organizacji studenckiej Union des étudiants de droite. W 1990 został absolwentem paryskiej École nationale d’administration. Obejmował różne stanowiska urzędnicze w administracji publicznej. Był członkiem gabinetów takich ministrów jak Jean-Pierre Chevènement, Daniel Vaillant i Brice Hortefeux (w 2009 został zastępcą dyrektora gabinetu ostatniego z nich). W 2011 powołany na stanowisko prefekta w departamencie Aube, następnie do 2014 do 2016 pełnił tożsamą funkcję w departamencie Dordogne.
Przed kampanią wyborczą w 2017 André Rougé zaprosił go do grupy „Horaces”, zespołu m.in. wyższych urzędników państwowych nieformalnie doradzających Marine Le Pen, liderce Frontu Narodowego. Był później dyrektorem jej kampanii prezydenckiej w 2022. W wyborach w 2024 kandydował do Europarlamentu z listy powstałego z przekształcenia FN Zjednoczenia Narodowego. Mandat posła do PE X kadencji objął we wrześniu tego samego roku.

## Odznaczenia
- Kawaler Legii Honorowej (2011)[7]